# Dichilus reflexus
Dichilus reflexus är en ärtväxtart som först beskrevs av Nicholas Edward Brown, och fick sitt nu gällande namn av Anne Lise Schutte. Dichilus reflexus ingår i släktet Dichilus och familjen ärtväxter. Inga underarter finns listade i Catalogue of Life.